# Эумольпины
Эумольпины (лат. Eumolpinae) — подсемейство жуков из семейства листоедов. Описано около 7000 видов. В ископаемом состоянии известны с раннего эоцена.

## Описание
Жуки средних или маленьких размеров с овальным и удлинённым телом. Тело тусклых цветов или имеет металлический оттенок.

## Экология и местообитания
Личинки живут под землёй, где они питаются корнями растений.

## Систематика
Одно из крупнейших подсемейств жуков-листоедов, которое включает более 500 родов и 7000 видов.

### Трибы
Классификация и количество триб в составе подсемейства остаётся дискуссионным и у разных авторов различается. По данным классификации 2011 года выделяют 12 триб:
- Bromiini Baly, 1865 (1863) — также известны как «Adoxini» в некоторых классификациях; некоторые авторы делят её на дополнительные трибы, такие как «Myochroini» и «Scelodontini».
- Caryonodini Bechyné, 1951 — включает только один род Caryonoda.
- Cubispini Monrós, 1954 — включает два рода, Cubispa и Lobispa.
- Eumolpini Hope, 1840 — также известны как «Colaspoidini» в некоторых классификациях; часть авторов делят её и выделяют дополнительные трибы, «Iphimeini» и «Endocephalini».
- Euryopini Chapuis, 1874 — известна как «Colasposomini» в некоторых классификациях.
- Habrophorini Bechyné & Špringlová de Bechyné, 1969 — включает два рода, Habrophora и Psathyrocerus.
- Hemydacnini Bechyné, 1951 — включает два рода, Hemydacne и Colasita.
- Megascelidini Chapuis, 1874 — включает два рода Megascelis и Mariamela; ранее рассматривалось в статусе подсемейства.
- Merodini Chapuis, 1874 — включает только один род Meroda.
- Pygomolpini Bechyné, 1949 — включает только один род Pygomolpus.
- Rosiroiini Bechyné, 1950 — включает только один род Rosiroia.
- Typophorini Baly, 1865 — также известны как «Nodinini» в некоторых классификациях; часть авторов делят её и выделяют дополнительную трибу «Metachromini».

Триба Eupalini, выделенная в 2005 году для рода Eupales (также известен как Floricola). Однако имя «Eupalini» не было явно указано как новое, поэтому в настоящее время оно считается невалидным в соответствии с Международный кодекс зоологической номенклатуры (ICZN).
Подсемейство Spilopyrinae ранее считалось трибой в составе Eumolpinae, в то время как подсемейство Synetinae иногда и сейчас рассматривается внутри Eumolpinae.

### Некоторые роды подсемейства
- Agetinella Jacoby, 1908
- Agetinus Lefévre, 1885
- Ajubus Aslam, 1968
- Alittus Chapuis, 1874
- Bromius Chapuis, 1874
- Chrysolampra Baly, 1859
- Cleorina Lefévre, 1885
- Cleoporus Lefèvre, 1884
- Cleptor Lefévre, 1885
- Colaspoides Laporte, 1833
- Cudnellia Blackburn, 1890
- Cylindromela Weise, 1916
- Dematochroma Baly, 1864
- Demotina Baly, 1863
- Deretrichia Weise, 1913
- Diplasiaca Weise, 1923
- Eboo Reid, 1993
- Edusella Chapuis, 1874
- Edusoides Blackburn, 1889
- Eucolaspinus Lea, 1916
- Geloptera Baly, 1861
- Hemigymna Weise, 1923
- Hypoderes Lefévre, 1877
- Kimberleya Weise, 1916
- Lepidocolaspis Lea, 1915
- Malegia Lefevre, 1883
- Megasceloides Jacoby, 1898
- Neocles Chapuis, 1874
- Nodonota Lefévre, 1885
- Ocnida Lefévre, 1885
- Pagria Lefévre, 1884
- Prypnocolaspis Lea, 1915
- Rhinobolus Blackburn, 1890
- Rhyparida Baly, 1861
- Scelodonta Westwood, 1837
- Terillus Chapuis, 1874
- Tomecolaspis Weise, 1923
- Trichostola Weise, 1923
- Trypocolaspis Lea, 1915